# Beatrix von Aragón
Beatrix von Aragón (* 16. November 1457 in Capua; † 23. September 1508 bei Neapel) war das fünfte von sechs Kindern von Ferdinand I., König von Neapel und Isabella von Clermont, der Fürstin von Tarent. Zu ihren Geschwistern zählten Alfons II. von Neapel, Friedrich I. von Neapel.
Durch die Heirat mit Matthias Corvinus wurde sie später Königin von Ungarn und Böhmen, die Ehe blieb jedoch ohne Nachfahren.

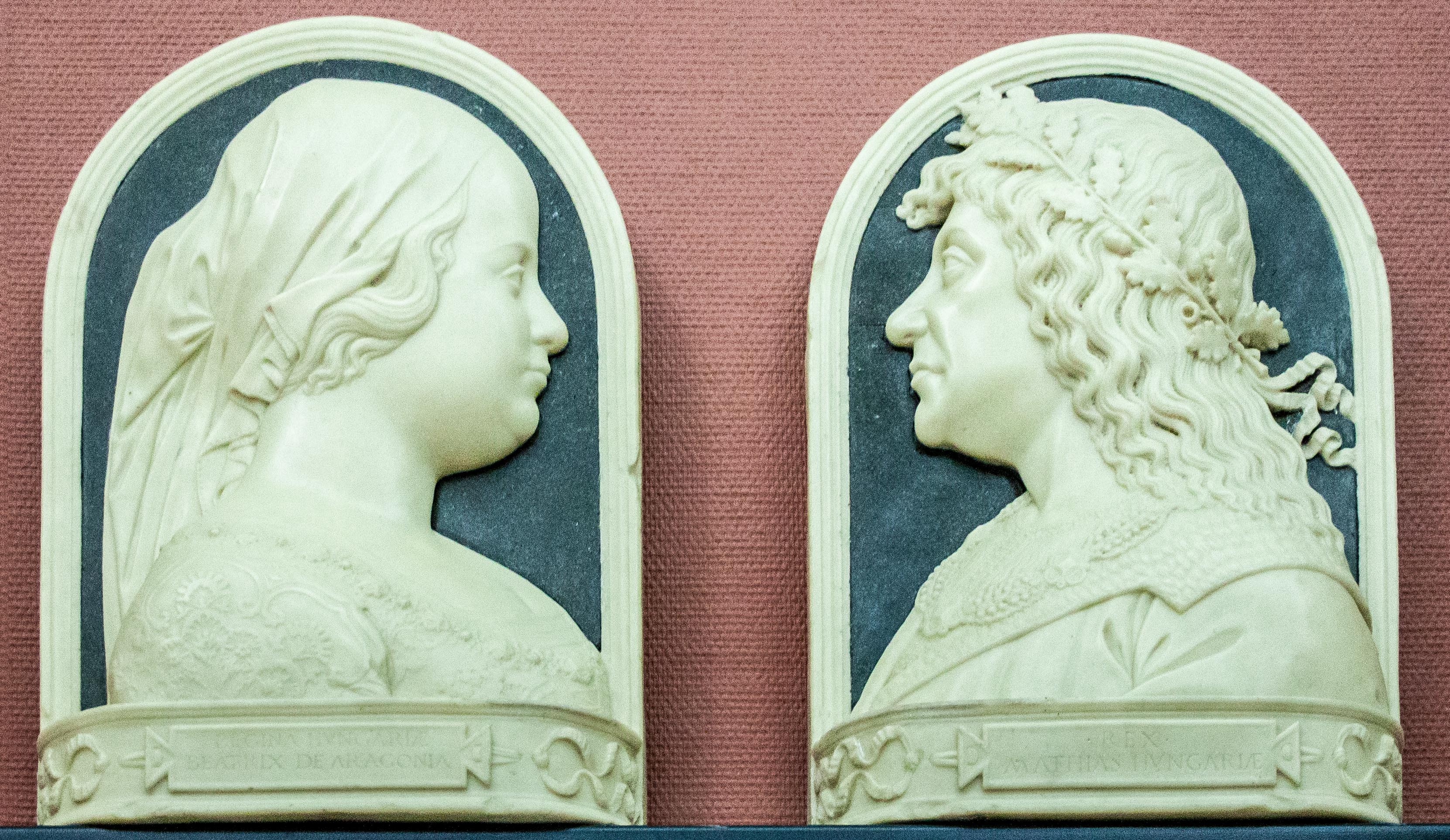
Beatrix und Matthias

## Leben und Wirken
Da Beatrix am Hof ihres Vaters eine ausgezeichnete Erziehung erhalten hatte, rühmten Zeitgenossen ihre außergewöhnliche Bildung. Sie heiratete am 22. Dezember 1476 in Ofen den ungarischen König Matthias Corvinus. Er war bereits 1458 gekrönt worden und hatte seine erste Frau, Katharina von Podiebrad, bereits mehr als zehn Jahre zuvor (in Folge einer Totgeburt) verloren.
Zehn Tage vor der Eheschließung war Beatrix von Aragón in Stuhlweissenburg zur Königin von Ungarn gekrönt worden.
Durch Intrigen ist es ihr nur teilweise gelungen, Matthias von seinen deutschen und ungarischen Beratern zu trennen und ihn für eine stärkere proneapolitanische Politik zu gewinnen. Auch versuchte sie die Nachfolge von Johann Corvinus, dem illegitimen Sohn Matthias I., zu verhindern und selber seine Nachfolge anzutreten. Ihr Einfluss hatte den Fall von Péter Váradi zufolge und es gelang ihr die geplante Ehe zwischen Johann Corvin und Bianca Maria Sforza zu verhindern.
Durch ihr Wirken stieg Ungarn zu einem Zentrum der Renaissance auf. Beatrix von Aragón begünstigte den künstlerischen und kulturellen Einfluss der italienischen Renaissance an den Höfen von Ofen und Visegrád. In ihrer Umgebung befanden sich Antonio Bonfini, Roberto Caracciolo und Pietro Ranzano, den sie aufforderte, eine Geschichte Ungarns zu schreiben. Auf der Visegráder Burg wurde zum ersten Mal außerhalb Italiens ein Renaissancepalast erbaut, der zum Mittelpunkt des höfischen Lebens wurde. Die hier untergebrachte Bibliotheca Corviniana wurde eine der bedeutendsten Bibliotheken ihrer Zeit, nur übertroffen von den Sammlungen des Vatikans. Die Universität in Pest wurde auf ihr Betreiben erneuert, in Pressburg eine neue gegründet.
Ihre Ehe mit Matthias Corvinus blieb, trotz ärztlicher Bemühungen, kinderlos. Da sein unehelicher Sohn Johann Corvinus, der drei Jahre vor der zweiten Heirat des Vaters zur Welt gekommen war, nicht ordnungsgemäß legitimiert worden war, kam er als Thronfolger nicht in Frage. Dem Testament des Königs zuwiderhandelnd, der seinen außerehelichen Sohn Johann zu seinem Nachfolger bestimmt hatte, versuchte Beatrix den Thron für sich zu erhalten. Sie verhalf Vladislav II., dem Sohn des polnischen Königs, mit Unterstützung des ungarischen Adels auf den Thron und erhielt dafür ein Eheversprechen. Die Ehe wurde am 4. Oktober 1490 in Esztergom vom Bischof Tamás Bakócz geschlossen.
Vladislav II. betrieb nach der Krönung die (durch das katholische Kirchenrecht eigentlich ausgeschlossene) Scheidung von Beatrix. Wegen eines Fehlers, der dem Bischof absichtlich unterlaufen war, konnte die Ehe am 2. April 1500 von Papst Alexander VI. annulliert werden.
Beatrix zog sich daraufhin nach Neapel zurück, wo sie am 23. September 1508 auf der Insel Ischia in einem Kloster starb.